# EdulibreOs
EdulibreOS es una distribución descontinuada del sistema operativo GNU/Linux diseñado y construido pensando en los centros educativos de nivel primaria, básicos y diversificado, no solo para introducir a los niños al mundo de la computación y tecnología, sino que además brinda una gran cantidad de herramientas que servirán de apoyo en el desarrollo de las habilidades intelectuales y creativas de los usuarios. Originaria de Guatemala y basada en Ubuntu GNU/Linux desarrollada por Herberth Guzmán.

## Historia
Es una distribución del sistema operativo GNU/Linux iniciada a mediados del año 2008. Esta distribución está enfocada a estudiantes de primaria como de secundaria, usuarios que se están introduciendo al mundo de GNU/Linux y al Software libre, está orientado al uso hogareño para que toda aquella persona que quiera tener una experiencia inicial con GNU/Linux tenga en sus manos una de las mejores herramientas educativas, en una de las distribuciones más rápidas y livianas, basada en Ubuntu.
EdulibreOS es una alternativa para el sector educativo público y privado como para cualquiera que desee tener una experiencia con GNU/Linux. Una de las caractisticas de EdulibreOS es ser una de las distribuciones más rápidas y livianas basadas Ubuntu y tener una interfaz más que llamativa y limpia, ha sido modificada de manera que pueda ser una Distribución Linux ligera y correr en computadoras con pocos recursos, siendo una de las distribuciones de Linux que mejor se acopla en el área de educación, satisfaciendo las necesidades educativas...
El uso del mismo no requiere de ningún nivel de experiencias, está destinado a todo tipo de usuarios.

## Lanzamiento y soporte
| EdulibreOs | EdulibreOs                  | EdulibreOs                  | EdulibreOs                  |
| Versión    | Lanzamiento                 | Escritorio                  | Arquitectura                |
| ---------- | --------------------------- | --------------------------- | --------------------------- |
| 1.0        | N/A                         | GNOME                       | N/A                         |
| 2.0        | N/A                         | LXDE                        | N/A                         |
| 3.0        | N/A                         | LXDE y KDE                  | N/A                         |
| 4.0        | N/A                         | LXDE y KDE                  | N/A                         |
| 5.0        | N/A                         | LXDE y KDE                  | N/A                         |
| 6.0        | N/A                         | LXDE y KDE                  | N/A                         |
| 7.0        | N/A                         | Innova y KDE                | N/A                         |
| 7.2        | N/A                         | Innova y KDE                | N/A                         |
| 8.0        | N/A                         | Innova y KDE                | N/A                         |
| 9.0        | N/A                         | Innova y KDE                | N/A                         |
| 10.0       | 11 de enero de 2019         | Innova y KDE                | x86_64                      |
| 10.2       | 5 de junio de 2020          | Innova y KDE                | x86_64                      |
| Color      | Significado                 | Significado                 | Significado                 |
| Rojo       | Versión sin soporte         | Versión sin soporte         | Versión sin soporte         |
| Amarillo   | Versión antigua con soporte | Versión antigua con soporte | Versión antigua con soporte |
| Verde      | Versión actual              | Versión actual              | Versión actual              |
| Azul       | Versión en desarrollo       | Versión en desarrollo       | Versión en desarrollo       |

## Instalación

### Requisitos Mínimos
- Procesador de 1.2 Gigahercios (GHz).
- Capacidad para arrancar desde pendrive o disco.
- 756 MB de memoria RAM.
- Al menos 20 GB de espacio en disco duro.
- Se recomienda tarjeta de red o wifi.